# Steve Yaconelli
Stephen „Steve“ Yaconelli (* 18. März 1941 in Los Angeles, Kalifornien; † 29. Oktober 2003 in Bocas del Toro, Panama) war ein US-amerikanischer Kameramann.

## Leben
Stephen Yaconelli wurde als Enkel des Autorenfilmers Harry L. Fraser und Neffe der Schauspieler Frank Yaconelli und Earl Douglas in Los Angeles geboren. Nachdem er seinen Abschluss in Telekommunikation an der San Diego State University machte, ging er 1967 zu Col's camera dept., wo er als Kameraassistent für mehrere Fernsehproduktionen arbeitete. Bereits 1973 wurde er für die Dokumentation Scuba als Kameraassistent und für die Krimiserie Detektiv Rockford – Anruf genügt durfte er eigenständig 1974 bei einer Fernsehfolge die Kamera leiten. Anschließend wurde er in den darauf folgenden Jahren als Assistent in Filmen wie Ein Mann räumt auf, Blues Brothers und WarGames – Kriegsspiele, bevor er 1985 mit dem Fernsehdrama Flammender Sommer wieder eigenverantwortlich als Kameramann arbeitete. Anschließend arbeitete Yaconelli parallel als eigenverantwortlicher Kameramann hauptsächlich in Fernsehfilmen und -serien sowie als Assistent in mehreren Kinofilmen.
Nachdem er 1996 Mitglied der American Society of Cinematographers wurde, zog er sich nur ein Jahr später als Kameramann zurück und lebte fortan in Bocas del Toro, Panama, wo er sich nicht nur seinem Hobby, dem Drehbuch schreiben, sondern auch seiner Leidenschaft, dem Sporttauchen, widmete. Er war Tauchlehrer auf der Farm von Malcolm Henderson und verstarb am 29. Oktober 2003 während eines Tauchgangs.

## Filmografie (Auswahl)
- 1973: Scuba (Kameraassistent)
- 1974: Detektiv Rockford – Anruf genügt (The Rockford Files) (Fernsehserie, 1 Episode)
- 1979: Die Chance seines Lebens (Fast Break) (Kameraführung)
- 1979: Ein Mann räumt auf (Love and bullets) (Kameraführung)
- 1980: Blues Brothers (The Blues Brothers) (Kameraführung)
- 1983: WarGames – Kriegsspiele (WarGames) (Kameraführung)
- 1985: Flammender Sommer (The Long Hot Summer)
- 1986: Schakale der Nacht (Jackals)
- 1987: Schatten in der Dunkelheit (Echoes in the Darkness)
- 1988: Afrika, mein Leben (Beryl Markham: A Shadow on the Sun)
- 1988: David
- 1989: Karate Kid III – Die letzte Entscheidung (The Karate Kid, Part III)
- 1989: Wiedersehen in Logansport (Bridesmaids)
- 1990: Das Phantom der Oper (The Phantom of the Opera)
- 1990: Verführerische Geschichte (Women and Men: Stories of Seduction)
- 1991: Wahre Freunde (The Boys)
- 1993: Die Aushilfe (The Temp)
- 1994: Operation Blue Sky (Blue Sky)
- 1994: Schiffsjunge ahoi! (Cabin Boy)
- 1994: Geschenk des Himmels (A Gift from Heaven)
- 1996: Terror in der Familie – Eine Tochter läuft Amok (Terror in the Family)
- 1996–1997: Dark Skies – Tödliche Bedrohung (Dark Skies) (Fernsehserie, 17 Episoden)

## Auszeichnungen
Emmy
- 1993: Nominierung als Outstanding Technical Direction/Camera/Video for a Series für Unplugged
- 1995: Nominierung als Outstanding Technical Direction/Camera/Video for a Series für Entertainment Tonight